# Hınıs (cheval)
Ne pas confondre avec Hınıs, ville de Turquie.
Le Hınıs (prononcé [hɯnɯs], en turc : Hınıs'ın kolu kısası, littéralement « le Hınıs aux jambes courtes » ou Kolu Kisa, « jambes courtes »), est une race de chevaux de selle présumée éteinte ou très rare, originaire de la région d'Hınıs au Nord-Est de l'Anatolie, en Turquie, à laquelle il doit son nom. 

## Dénomination
En turc, son nom est Hinisin Kolu Kisasi (Ati),, ce qui signifie « les jambes antérieures courtes du cheval Hinis ». La race doit son nom à la ville de Hınıs.
D'après l'écrivain Giacomo Giammatteo, le nom de cette race de chevaux s'écrit avec une initiale en majuscule, car elle est nommée d'après un nom de lieu.

## Histoire
Elle descend probablement de chevaux arabes turcs amenés dans la région sous l'Empire ottoman, où ils ont été croisés avec le poney anatolien présent sur place. Il s'agissait peut-être des chevaux de la tribu irakienne des Muavin. La constitution de la race Hinis semble assez récente, remontant à la fin du XIXe siècle. Elle n'est pas reconnue par le gouvernement turc.

## Description
D'après l'étude de l'université d'Oklahoma, il toise de 1,37 m à 1,45 m, celle de Yilmaz et ses collègues indiquant une taille de 1,35 m à 1,38 m.
Il s'agit d'une variété locale du poney anatolien,. Sa plus importante caractéristique réside dans ses membres antérieurs courts. Il possède aussi une poitrine très large et profonde, à l'origine de son excellente capacité respiratoire et pulmonaire, et de la taille de ses membres antérieurs. L'ossature est très solide, les pieds sont durs et ont une corne noire. La tête est large entre les deux yeux, eux-mêmes grands, et surmontés de petites oreilles. L'encolure est courte et épaisse. La queue, épaisse et touffue, est attachée haut sur la croupe.
Il est réputé robuste et endurant, agile et rapide, et facile à manœuvrer. Ses utilisateurs apprécient sa capacité de récupération rapide.
Toutes les couleurs de robe simples se rencontrent, mais le bai est le plus commun.

## Utilisations
Il est essentiellement monté. En croisement avec le cheval arabe turc, il donne des chevaux de cirit. Il était autrefois populaire pour ce sport, mais a été progressivement remplacé par des chevaux croisés avec l'Arabe.

## Diffusion de l'élevage

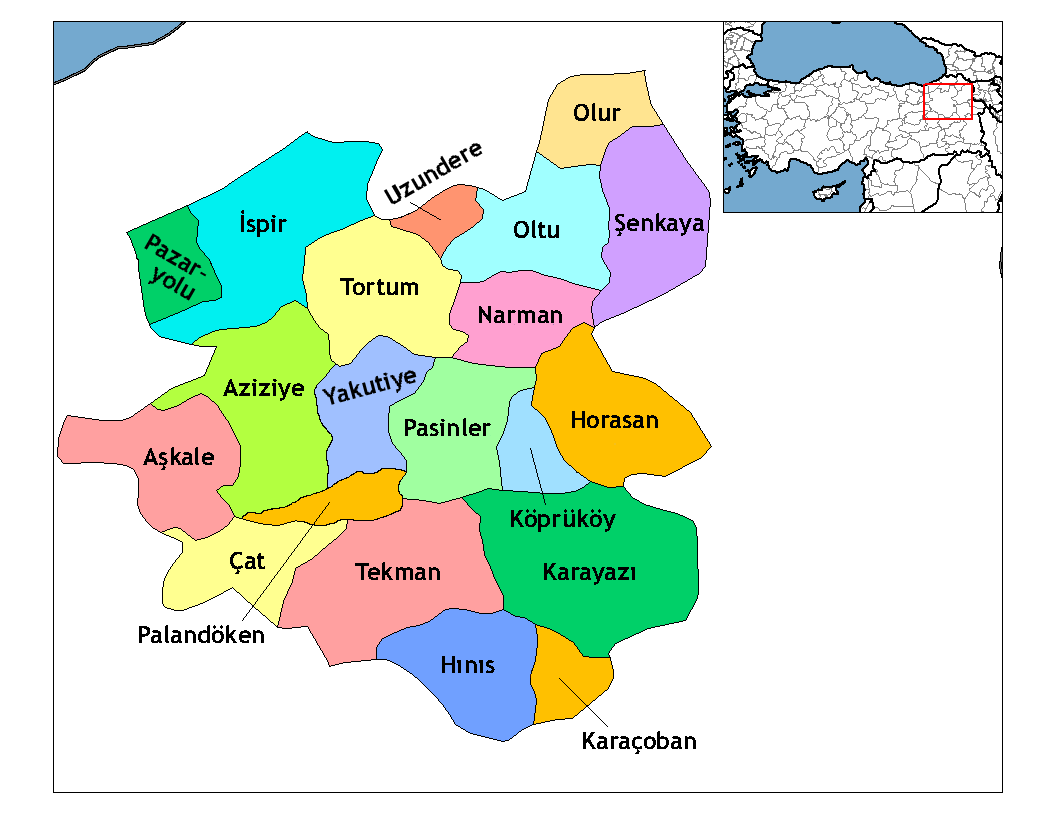
Localisation de la région d'Erzurum, en Turquie.

Le Hinis est répertorié comme éteint depuis 2003 dans la base de données DAD-IS de la FAO, une information répercutée dans l'évaluation du risque de menaces sur les races de chevaux domestiques menée par l'université d'Uppsala en 2007. L'informateur turc Dr Ertuğrul Guleç indique dans l'étude de l'université d'Oklahoma (2007) que la race perdure en petits nombres dans la région d'Erzurum, avec un cheptel d'environ 500 têtes confiné au Nord-Est de l'Anatolie, à la frontière avec le Caucase. La race est néanmoins rare, très locale, et restait considérés comme potentiellement éteinte en 2016.